# Rasbora kottelati
Rasbora kottelati är en fiskart som beskrevs av Lim, 1995. Rasbora kottelati ingår i släktet Rasbora och familjen karpfiskar. Inga underarter finns listade i Catalogue of Life.